# Chitty Chitty Bang Bang (film)

Afișul original al filmului

Chitty Chitty Bang Bang este un film muzical de fantezie și aventură, regizat de Ken Hughes și scris de Roald Dahl și Hughes. Se bazează ușor pe romanul din 1964 al lui Ian Fleming, Chitty-Chitty-Bang-Bang: The Magical Car. Filmul îi are în distribuție pe Dick Van Dyke, Sally Ann Howes, Lionel Jeffries, James Robertson Justice, și Robert Helpmann ca principalul antagonist, maleficul Răpitor de copii.
Filmul a fost produs de Albert R. Broccoli (co-proucător al seriei de filme James Bond, de asemenea bazată pe romanele lui Fleming). John Stears a lucrat la efectele speciale, Irwin Kostal a efectuat muzica, în timp ce numerele muzicale, scrise de frații Sherman, au fost puse în scenă de Marc Breaux și Dee Dee Wood. Cântecul "Chitty Chitty Bang Bang" a fost nominalizat pentru un Premiu al Academiei.
În România filmul a fost difuzat de canalul Cartoon Network, dublatul în limba română.

## Premisă
Spre bucuria copiilor săi, excentricul inventator Potts pune la punct o mașină zburătoare. Baronul Bombast încearcă sa îl răpească, dar, greșind persoana, îl capturează pe Pott, un bătrân care se crede în războiul cu India. În căutarea bunicului, familia Potts ajunge intr-o țară de basm, plină de castele și pirați, unde… copiii sunt ținuți dupa gratii!

## Voci
- Dick Van Dyke – Caractacus Potts
- Sally Ann Howes – Truly Scrumptious
- Adrian Hall - Jeremy Potts
- Heather Ripley - Jemima Potts
- Lionel Jeffries - Bunicul Bungie Potts
- Gert Fröbe - Baronul Bomburst
- Anna Quayle - Baroness Bomburst
- Benny Hill - Creatorul de jucării
- James Robertson Justice - Lordul Scrumptious
- Robert Helpmann - Maleficul Răpitor de copii
- Barbara Windsor - Blonda
- Davy Kaye - Amiralul
- Stanley Unwin - Cancelarul
- Peter Arne - Căpitanul armatei lui Bomburst
- Desmond Llewelyn - Domnul Coggins
- Victor Maddern - Gunoierul
- Arthur Mullard - Omul uriaș
- Max Wall - Inventatorul
- Gerald Campion - Ministrul
- Max Bacon - Liderul orchestrei
- Alexander Doré - Primul spion
- Bernard Spear - Al doilea spion
- Richard Wattis - Secretarul fabricii de dulciuri
- Phil Collins - Copil vulgarian

## Vezi și
Listă de filme străine până în 1989